# 후쿠오카 교육대학

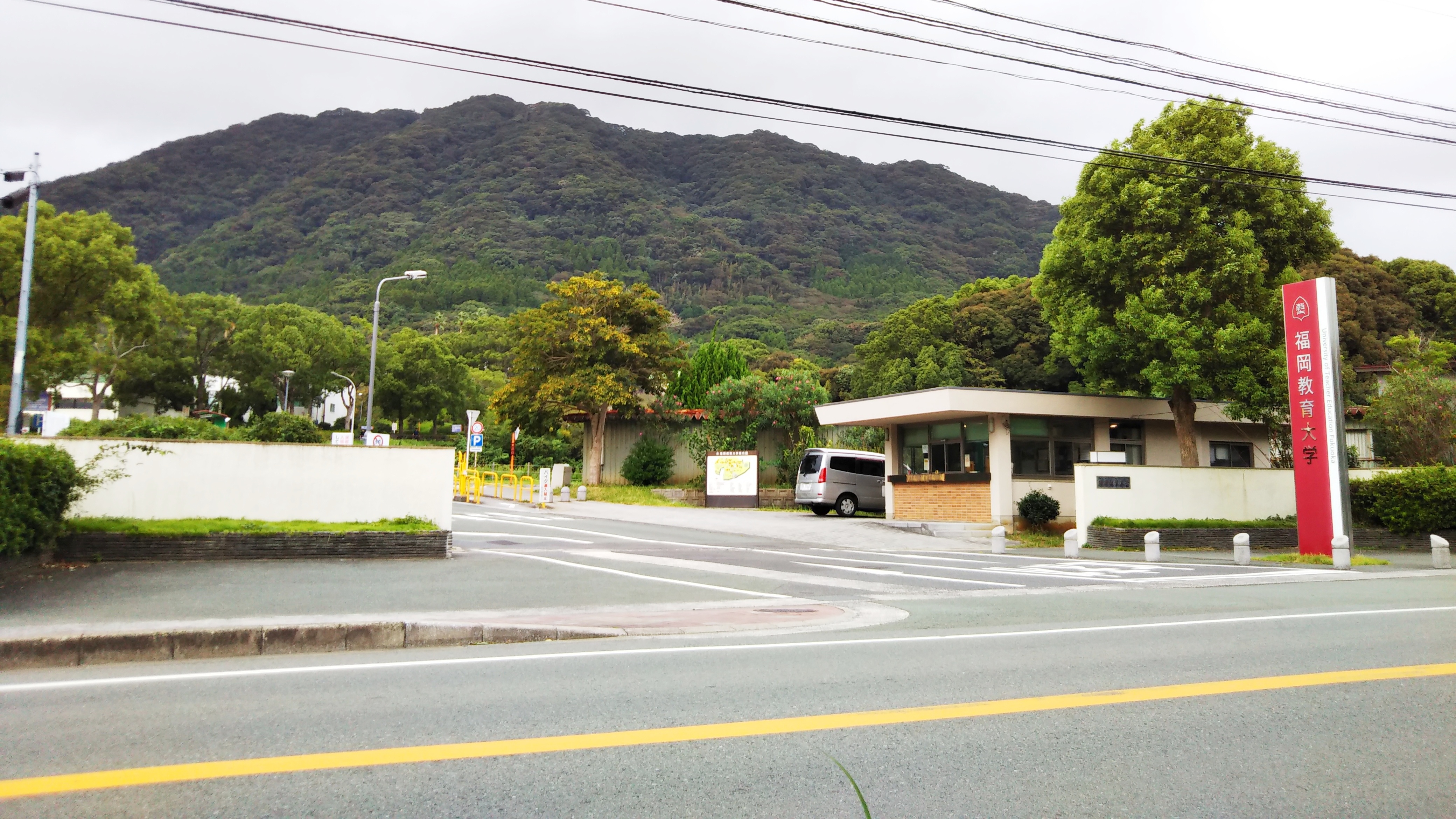
정문

후쿠오카 교육 대학(일본어: 福岡敎育大學, ふくおかきょういくだいがく)은 일본 후쿠오카현 무나카타시 아카마에 있는 국립 대학이다. 1949년에 개교했다.
후쿠오카 6대학 야구연맹 가맹교. 일본의 많은 교육계 대학과 같이 장애아교육교원양성과정 [1]이 있지만, 여기만이 6개의 전공이 준비되어 있다. 내역은, 시각장애아교육전공, 청각장애아교육전공, 지적장애아교육전공, 언어장애아교육전공, 지체 부자유아 교육 전공, 병약아이교육 전공 [2]. 또, 별로 특별지원 교육 특별전공과, 언어 장해 교육 교원양성과정이라고 하는, 수행 연한 1년의 2개의 학과가 있다.

## 역사
1876년에 후쿠오카 사범학교가 되고, 그 후의 후쿠오카 현 사범, 제1·제2사범학교등의 개칭·분할등을 경과하고, 1949년, 국립학교설치법에 의해, 그 사범학교들(후쿠오카 제1 사범학교, 후쿠오카 제2 사범학교, 후쿠오카 청년 사범학교)이 대학에 승격하고, 신제대학의 후쿠오카 가쿠계 대학（福岡学芸大学）으로서 발족했다. 1966년에 「후쿠오카 가쿠계 대학」으로부터 「후쿠오카 교육 대학（福岡教育大学）」에 개칭했다. 대학명의 개칭과 동시에, 그 때까지 설치하고 있었던 학예학부를 교육학부에 개조하고, 교원양성을 중심으로 하는 대학에서 교육을 종합적으로 연구하는 대학에 이행했다.